# Bermsgrün
Bermsgrün est un quartier de la ville de Schwarzenberg dans les Monts Métallifères, dans le Land allemand de Saxe.

## Histoire
L'endroit est au départ un village-rue du domaine de Schwarzenberg, mentionné pour la première fois en 1448 sous le nom de Bermaßgrün . Le fait que le village ait été fondé en 1193 - en 1993, les habitants en ont célébré le 800e anniversaire - ne peut être prouvé par des sources documentaires et des fouilles archéologiques.
Dès l'origine, le village, situé à une demi-heure de marche au sud de Schwarzenberg, fait partie de la paroisse de Schwarzenberg.
Au début XIXe du siècle, Bermsgrün compte 101 maisons, 626 habitants et comporte de vastes plantations de cerisiers. A cette époque, les habitants fabriquent et vendent de la dentelle. La plupart des hommes sont ouvriers forestiers, mineurs, forgerons, livreur de charbon et de minerai. Certains bouvreuils ont appris à chanter et les ont échangés à l'étranger. De la calcite est extraite dans la région. Vers 1800, on découvre un gisement de plomb contenant de l'argent.
Au début de l'ère national-socialiste, la Maison des travailleurs sert de lieu de détention et de torture aux opposants nazis. Un « château d'entraînement » du Front du travail allemand est alors installé à Bermsgrün.
À l'époque de la RDA, il s'y trouve une maison de vacances appartenant au VEB Braunkohlenwerk Großkayna.
Le 1er janvier 1999, Bermsgrün est incorporé à Schwarzenberg.

## Monuments commémoratifs
- Plaque sur la Maison des ouvriers commémorant l'emprisonnement des ouvriers en 1933 ;
- Pierre commémorative pour les résistants victimes de la terreur nazie, en particulier Otto Hempel et Franz Dziebko.

## Personnalités liées à la commune
- Christian Gottlieb Wellner (1795–1857), propriétaire d'usine, pionnier industriel à Aue
- Ernst Kleinhempel (1862-1934), homme politique (PNL)
- Ernst Scheffler (1891–1954), homme politique (KPD/SED)
- Robert Bauer (1898-1965), homme politique (NSDAP)
- Paul Blechschmidt (1907-1961), membre du Comité national "Allemagne libre", général de division
- Kurt Beck (1909-1983), photographe
- Werner Lang (1922–2013), ingénieur en mécanique
- Manfred Blechschmidt (1923-2015), écrivain local et dialectal
- Harry Schmidt (1927–2003), sculpteur sur bois